# Oldoz Javidi
Oldoz Javidi, född 30 april 1980 i Iran, är en svensk skådespelare och clown.

## Biografi
Javidi kom till Sverige 1986 och växte upp i Norrköping. Hon studerade på Teaterhögskolan i Göteborg 1999–2003. År 2003 spelade hon huvudrollen i Sommarlovsmorgon Badeboda Bo och filmdebuten skedde 2004 som Kim i Fröken Sverige. Genombrottet kom 2006 när hon gjorde huvudrollen Leyla i Anders Nilssons När mörkret faller. För sina insatser där nominerades hon till en Guldbagge 2007 i kategorin bästa skådespelerska. 2016 spelar hon en fotograf i novellfilmen Debut.
Sedan 2000 har Javidi varit medlem och aktiv inom organisationen Clowner utan gränser, där hon reser runt i världen för att uppträda för barn och vuxna i utsatthet.
Javidi har arbetat på många institutions- och länsteatrar i Sverige, bland annat Östgötateatern, Malmö stadsteater, Göteborgs stadsteater, Gävle Folkteater och Helsingborgs stadsteater. På Helsingborgs stadsteater spelade hon Robin i  Robinsons resa, en digitaliserad musikalisk uppsättning om ett barns ensamma färd över havet. På Unga Klara i Stockholm medverkade hon i flertal uppsättningar, bland andra VITSVIT av Athena Farrokhzad och The Sexual Contract, två normbrytande föreställningar om krigets våld, utanförskap och jämställdhet. Hon spelade i Cirkus Cirkörs uppsättning Movements där ensemblen gav röster och plats åt nyanländas berättelser.

## Kontrovers
Javidi föreslog i tidningen Feministiskt perspektiv som representant för  Feministiskt initiativ att judarna i Israel borde tvingas till USA för att de "ockuperat ett annat land". Uttalandet dömdes ut av Svenska kommittén mot antisemitism, vilket fick tidningen och partiet att ta avstånd. Enligt partiets pressmeddelande var Javidi djupt ångerfull. Därefter nyanserade hon uttalandet men avsade sig till slut kandidaturen i ett öppet brev i Expressen.

## Filmografi
- 2003 – Badeboda Bo (TV-serie)
- 2004 – Fröken Sverige
- 2006 – När mörkret faller
- 2010 – I väntan på examinering
- 2015 – Jordskott (TV-serie)
- 2016 – Debut
- 2017 – Laughter Without Borders
- 2020 – Morden i Sandhamn (TV-serie)
- 2020 – Amningsrummet (TV-serie)
- 2021 – Tunna blå linjen (TV-serie)
- 2021 – Dolt under ytan (TV-serie)
- 2022 – Beck – Dödsfällan

## Teater

### Roller (ej komplett)
| År   | Roll | Produktion                                                            | Regi             | Teater                   |
| ---- | ---- | --------------------------------------------------------------------- | ---------------- | ------------------------ |
| 2001 | Mina | Mina och Kåge Anna Höglund                                            | Jan Nielsen      | Helsingborgs stadsteater |
| 2001 |      | Tusen och en natt (هزار و یک شب, Hezār-o yek šab) Dominic Cooke(en)   | Fadil Jaf        | Helsingborgs stadsteater |
| 2007 |      | Motortown Simon Stephens                                              | Tereza Andersson | Östgötateatern           |
| 2007 |      | Räddad Alfhild Agrell                                                 | Jenny Andreasson | Östgötateatern           |
| 2017 |      | Romeo och Julia (The Tragedy of Romeo and Juliet) William Shakespeare | Peter Oskarson   | Helsingborgs stadsteater |
| 2017 |      | Movements Tilde Björfors och Alexandra Loonin                         | Tilde Björfors   | Malmö Stadsteater        |
| 2017 |      | Rapunzel Marina Steinmo                                               | Kajsa Giertz     | Helsingborgs Stadsteater |
| 2018 |      | Idioterna (Idioterne) Lars von Trier                                  | Anja Suša        | Helsingborgs stadsteater |